# Wilhelm Uggla
Isak Wilhelm Robert Uggla, född 6 maj 1880 i Linköping, död 25 december 1957, var en svensk elektroingenjör. 
Uggla, som var son till direktör Erik Robert Uggla och Adine Asklöf, avlade studentexamen vid Norrköpings högre allmänna läroverk 1901 och utexaminerades från Kungliga Tekniska högskolan 1906. Han var ingenjör vid Siemens Brothers i Stafford 1906–1907, vid Luth & Roséns Elektriska AB i Norrköping, Helsingborg och Stockholm 1907–1909, vid Southern Pacific Company i San Francisco 1909–1911, vid AB Elektrometall i Ludvika och Trollhättan 1911–1912 och chef för STAL:s elektriska avdelning i Finspång 1912–1918. Han var verkställande direktör för Elektriska AB Turbo i Härnösand och överingenjör vid Härnösands Mekaniska Verkstad 1918–1922, blev överingenjör vid Luth & Roséns Elektriska AB i Stockholm 1922 och igångsatte där fabrikation av kuggväxelmotorer och precisionskuggväxlar efter egna uppfinningar och patent. Efter att Luth & Roséns Elektriska AB sammanslagits med Asea var han överingenjör vid Asea Stockholmsverken 1940–1945. Han utgav ett flertal teknisk-vetenskapliga skrifter. Wilhelm Uggla är begravd på Danderyds kyrkogård.